# Anna Kornbluh
Anna Kornbluh ist eine US-amerikanische Literaturwissenschaftlerin.

## Leben
Anna Kornbluh studierte Politikwissenschaften am Macalester College in St. Paul, Minnesota mit einem Abschluss als B.A. im Jahr 1999. Sie machte 2001 einen Master in Film Studies und Critical Pedagogy an der University of California Los Angeles und 2004 einen Master in Anglistik an der University of California, Irvine. Kornbluh wurde 2007 in Irvine promoviert.
Sie ging 2008 als Assistant Professorin für Anglistik an die University of Illinois at Chicago, wurde 2014 Associate Professorin und 2020 Professorin für viktorianische Literatur und kritische Theorie.

## Schriften (Auswahl)

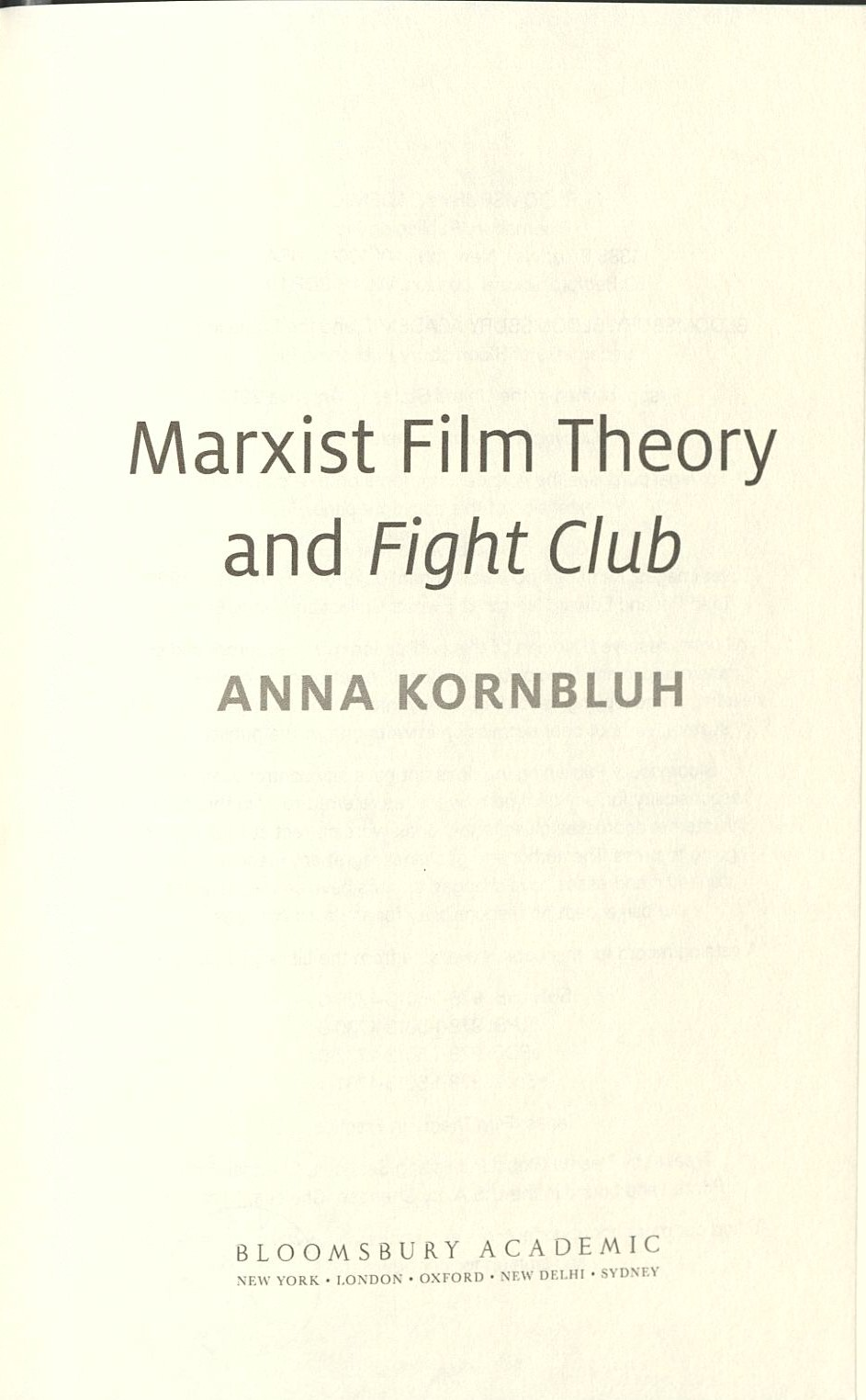
Fight Club (2019)

- On Marx’s Victorian Novel. In: Mediations. Journal of the Marxist Literary Group. Volume 25, No. 1. Fall 2010 (Skorpion und Felix, Humoristischer Roman, 1837)
- The fictional Christopher Nolan. In: Psychoanalysis, culture & society, Bd. 19, 2014, Nr. 3, S. 326–328
- Realizing Capital: Financial and Psychic Economies in Victorian Form. Fordham UP, 2014
- The Order of Forms: Realism, Formalism, and Social Space. University of Chicago, 2019
- Marxist Film Theory and Fight Club. New York: Bloomsbury academic, 2019. "Bloomsbury Film Theory in Practice” series
- Immediacy, Or, The Style of Too Late Capitalism. Verso, 2024